# Southwell Minster
Il Southwell Minster (Cattedrale e Chiesa parrocchiale della Beata Vergine Maria, in inglese Cathedral and Parish Church of the Blessed Virgin Mary) è la chiesa principale della diocesi anglicana di Southwell (dal 2005 ridenominata diocesi di Southwell e Nottingham), nel Nottinghamshire (Inghilterra). L'edificio attuale sorge su un edificio originariamente costruito nel 956.
La cattedrale, importante esempio di architettura normanna e gotica caratterizzata dalle guglie piramidali sulle torri della facciata, unico esempio nel Regno Unito, conserva il titolo onorifico di minster che le deriva dalla prima fondazione in epoca anglosassone come avamposto per l'evangelizzazione dell'Inghilterra.